# Jeter Connelly Pritchard

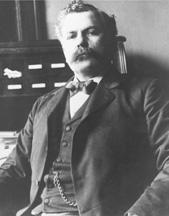
Jeter Connelly Pritchard

Jeter Connelly Pritchard, född 12 juli 1857 i Washington County, Tennessee, död 10 april 1921 i Asheville, North Carolina, var en amerikansk republikansk politiker och jurist. Han representerade delstaten North Carolina i USA:s senat 1895-1903.
Pritchard flyttade 1873 till Mitchell County, North Carolina. Han studerade juridik och inledde 1889 sin karriär som advokat. Han kandiderade 1891 utan framgång till senaten och året därpå till representanthuset. Senator Zebulon B. Vance avled 1894 i ämbetet och Thomas Jordan Jarvis blev utnämnd till senaten. Pritchard efterträdde 1895 Jarvis som senator. Han omvaldes 1897 till en hel mandatperiod.
Pritchard tjänstgjorde 1903-1904 som domare i District of Columbias högsta domstol. Han var därefter domare i en federal appellationsdomstol fram till sin död. Hans grav finns på Riverside Cemetery i Asheville.